# Belotus
Belotus es un género de escarabajos de la familia Cantharidae. En 1881 Gorham describió el género. Esta es la lista de especies que lo componen:
- Belotus acutipennis  Brancucci, 1981
- Belotus albonotatus  (Pic 1914)
- Belotus argentinus  (Steinheil, 1872)
- Belotus auberti  (Pic 1914)
- Belotus baeri  (Pic 1906)
- Belotus bernardensis  Brancucci, 1979
- Belotus bicolor  Brancucci, 1979
- Belotus binotaticollis  (Pic 1928)
- Belotus brevipennis  (Pic 1906)
- Belotus centromaculatus  (Wittmer 1954)
- Belotus curtipennis  Brancucci, 1979
- Belotus flavus  Brancucci, 1979
- Belotus grandis  Brancucci, 1979
- Belotus jolyi  Brancucci, 1979
- Belotus latithorax  Pic 1906
- Belotus limbatus  (Pic 1906)
- Belotus maculithorax  Brancucci, 1979
- Belotus nueschi  Brancucci, 1979
- Belotus paranensis  Brancucci 1979
- Belotus striaticollis  Brancucci, 1979
- Belotus wittmeri  Brancucci, 1979